# Яшвант Рао I
Ясвант Рао I (3 декабря 1776 — 28 октября 1811) — махараджа индийского княжества Индаур с 1799 года, участник Второй англо-маратхской войны.

## Биография
Происходил из влиятельного маратхского рода Холкаров. Сын Тукоджи Рао I, махараджи Индаура.
Получил хорошее военное образование. Участвовал в войнах маратхов против раджпутов. Отличился в войне против Махаджи Шинде.
В 1797 году после поражения войск Индаура от армии Даулата Рао Шинде Яшвант Рао бежал в Нагпур, где нашёл приют у махараджи Рагноджи II Бхосле. Впоследствии, чтобы не попасть в тюрьму в 1798 году, ещё раз убежал — уже из Нагпура.
Со временем собрал войско, с которым намеревался отвоевать себе власть в Индауре, а на тот момент помогал Ананду Рао Павару, радже Дхармы, подавлять внутренние мятежи. В 1799 году выступил против войск Каши Рао, правителя Индаура, и разбил их. В том же году стал махараджей вместе со своим племянником Хандой Рао.
Яшвант Рао решил восстановить влияние Холкаров в маратхском государстве. Вместе со своим родственником Витходжи Рао он разработал план по свержению власти Шинде на севере и власти пешвы Баджи-рао II на юге. Вместо последнего пешвой должен был стать его брат Амрут Рао. Однако в 1801 году Витходжи Рао был разбит, попал в плен и по приказу Баджи Рао II казнён. Между тем Яшвант Рао 4 июля 1801 года нанёс поражение войскам Шинде в битве при Удджайне.
В 1802 году Яшвант Рао бросил вызов пешве, двинувшись на Пуну. 25 октября он нанёс решительное поражение войскам Даулата Рао Шинде и Баджи Рао II в битве при Хадапсари (недалеко от Пуны). Это привело к установлению власти Холкаров в Декане; одновременно пешва бежал в Бомбей, где подписал так называемое Бассейнское (Васайское) соглашение, которое фактически ставило под контроль англичан правительство пешвы. Это привело ко Второй англо-маратхской войне.
Яшвант Рао, в свою очередь, назначил новым пешвой Амрута Рао, брата Баджи Рао II. Это правительство признали все маратхи, кроме раджи из Бароды (Гуджарат). С началом войны с Британской Ост-Индской компанией Яшвант Рао Холкар не мог достойно обороняться в Пуне, по причине чего отступил в свою столицу Индаур. 4 июня в Бодваде он заключил антибританский союз с Даулатом Рао Шинде и Рагноджи II Бхосле. Однако в результате интриг Яшвант Рао не поддержал войска своих союзников во время военной кампании 1803 года. В результате Шинде и Бхосле были разбиты и заключили мирные договоры с британцами.
В 1804 году Яшвант Рао начал «свою» войну против англичан. В течение июня — сентября он нанёс им поражения в битвах при Кунче, Мукундаре и Коте, однако попытка захватить Дели оказалась неудачной. Одновременно британские войска овладели Индауром и Удджайном. 16 ноября Яшвант Рао нанёс поражение англичанам при Диге, после чего к нему присоединились мелкие раджи. Решающие сражения продолжались со 2 января по 22 февраля 1805 года у Бхаратпура. Только из-за измены некоторых раджей англичанам удалось заставить Холкаров заключить мир, однако британские войска не смогли взять Бхаратпур. В 1805 году Яшвант Рао соединился с некоторыми раджпутскими раджами, Даулатом Рао Шинде, Бхосле из Нагпура. Англичанам в такой ситуации пришлось пойти на уступки союзникам Яшванта Рао, чтобы разрушить эту коалицию.
Тогда Яшвант Рао попытался договориться с Ранджитом Сингхом, правителем сикхского государства, однако английские резиденты сумели предложить сикхам выгодный договор, поэтому и эта попытка Холкаров противодействовать британцам окончилась неудачей. В конце концов 25 декабря 1805 года в городе Раджпутгат был заключён мир между Яшвантом Рао I и Компанией, по которому Холкары были признаны независимыми правителями. Яшванту Рао были возвращены земли Джайпура, Удайпура, Кота, Банди. Британцы обязывались не вмешиваться в дела Индаурского княжества.
После этого Яшвант Рао I стал готовиться к новой войне против англичан с целью изгнать их из Индии. Для этого был основан завод по изготовлению артиллерийских орудий в Бханпуре. Одновременно он пытался заключить союз с Даулатом Рао Шинде. Была собрана стотысячная армия и 200 коротких и длинных пушек. Однако вскоре у Яшванта Рао I случился инсульт, от которого он скончался 28 октября 1811 года.